# Serra del Cabeçó d'Or

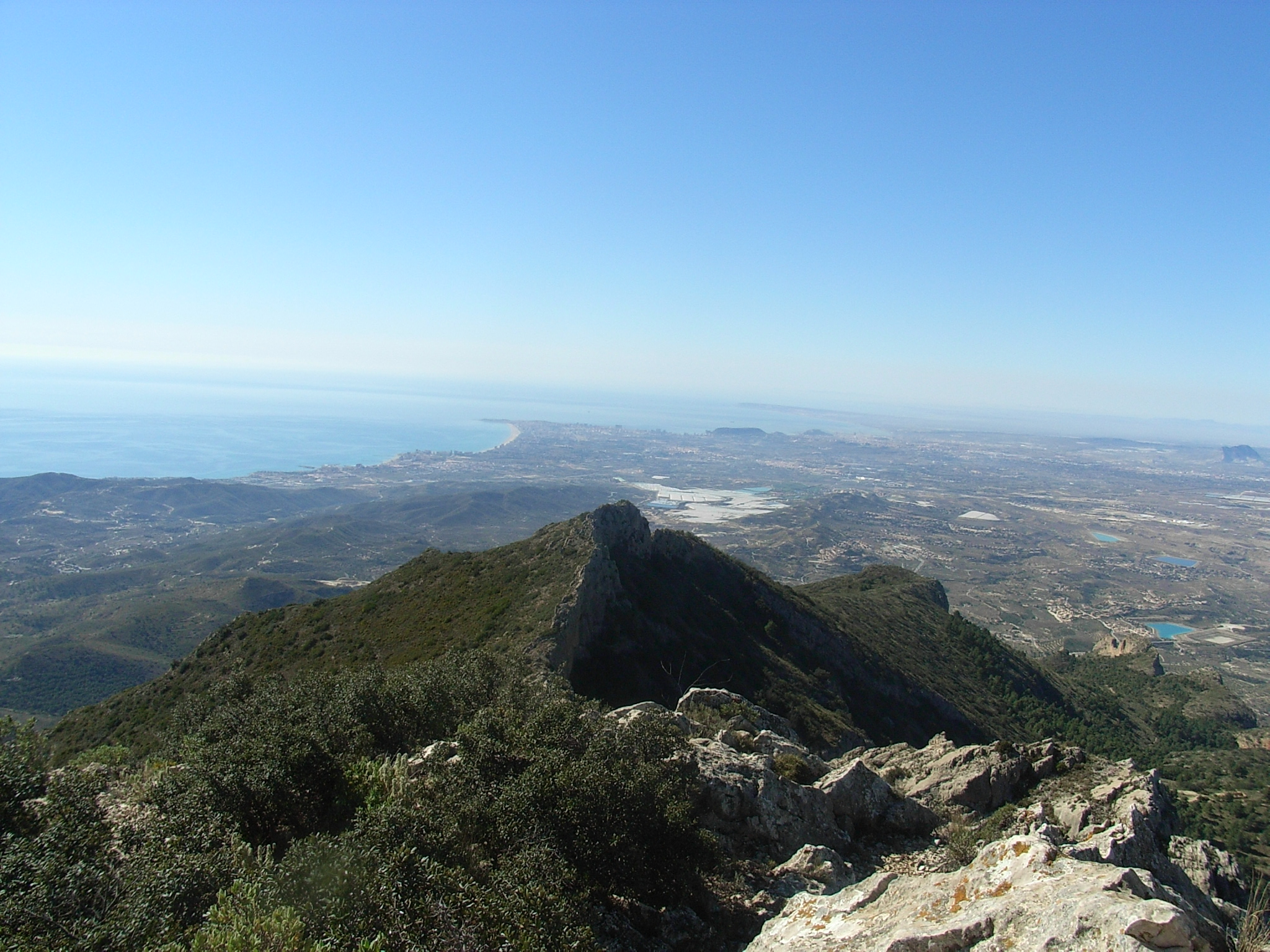
Cim del Cabeçó d'Or

La serra del Cabeçó d'Or és una alineació muntanyenca entre les comarques de l'Alacantí i la Marina Baixa, al País Valencià. L'Alt del Cabeçó d'Or és el seu principal cim amb 1.208 metres d'alçada.
Es tracta d'un gran massís calcari que ressalta fortament en el relleu per la seva proximitat a la mar. Forma part del Sistema Bètic valencià i es disposa de nord-est a sud-oest entre els municipis de Relleu (Marina Baixa), Busot, Aigües i Xixona (l'Alacantí), a més a més de la ciutat d'Alacant que disposa d'un enclavament del seu terme municipal.
La serra està intensament afectada pels efectes de la carstificació que han donat lloc a profunds tallats, línies de crestalls, agulles i cavernes, com la cova de la Granota al mateix cim i la dels Canelobres als peus de la serra. Aquest sistema càrstic fa del conjunt un impressionant reservori d'aigua que sorgeix a la vessant sud en forma de nombroses fonts, algunes d’elles termals, com les de la localitat d’Aigües on es localitza el Preventori d'Aigües.
La serra del Cabeçó d'Or contacta amb altres unitats del relleu com la serra de la Grana pel nord o les llomes de Xixí en la façana marítima entre el Campello i la Vila Joiosa. A més del cim de l'Alt del Cabeçó d'Or també destaquen altures com les de la Penya de l'Home (1.137 m), la Penya Roja (802 m), l'Alt de les Ferreries (692 m) o l'Alt del Molló (628 m).
Del massís es deriven altres petites alineacions muntanyoses de menors dimensions com la Serra Catalana a l'oest, la Serra de les Galeres pel sud, la Serra de Cabrafic i de la Ballestera també pel sud, o la Serra de la Gralla pel nord.

## Etimologia
El sintagma «d'Or» del seu nom, malgrat l'existència d'una antiga mina d'or, no fa referència a eixe mineral, sinó que prové del vocable iber ur, que significa 'aigua'. Probablement va ser usat per a denominar esta serra pel líquid que brollava des de l'interior a través de la cova dels Canelobres. En època d'Al-Àndalus, els andalusins mantingueren el vocable iber, i després de la conquesta i colonització cristiana es transliterà fonèticament (i no semànticament) al valencià or, de manera que vindria a significar el «cabeçó (o tossal) de les aigües». Existix una llegenda popular local, probablement d'origen tagarí, en què es ridiculitzava la intel·ligència dels conquistadors cristians, perquè creien que hi havia or a la zona, quan en realitat és aigua.

## Clima
El clima del Cabeçó d'Or és molt irregular la major part de l'any. En els mesos de primavera i estiu, sol rondar de màxima entre els 25 °C a la primavera i els 35 °C. Mentrestant, en hivern, les màximes no superen els 20 °C. Les mínimes a l'hivern solen rondar els 4 °C la major part del temps; però, amb freqüència baixen dels 0 °C.
Té un terme mitjà de dies de neu (any 2007) al voltant de 6 dies, i amb constants gelades.
Plou amb freqüència en els mesos de la tardor i l'hivern, encara que en primavera també té dies de pluja concorregudes.

## Cova dels Canelobres
Al seu interior es troba la cova dels Canelobres, que té una de les voltes més espectaculars de tot els Països Catalans, d'uns 70 m. A més del seu interés geològic i turístic, la cova han estat utilitzada en nombroses ocasions per a la realització de concerts aprofitant la magnífica acústica de què disposa.
Durant la Guerra Civil espanyola s'utilitzava com a taller de l'aviació republicana.